# Foggia Calcio 1999-2000

## La stagione
Franco Sensi, azionista di maggioranza fin dal 22 gennaio 1999, medita l'abbandono ma in seguito decide di continuare la gestione, acquisisce dal tribunale di Foggia il restante 33% delle azioni e incarica con grande ritardo il diggì Mauro Meluso di programmare la riscossa del Foggia. Per la stagione a cavallo del secolo 1999-2000 in panchina viene chiamato il toscano Piero Braglia, si cerca di allestire una squadra in linea con le ambizioni per la nuova ostica categoria. I rapporti con il sindaco Paolo Agostinacchio si deteriorano e a settembre il primo cittadino rassegna polemiche dimissioni: a fine ottobre sarà l'avvocato Antonio Nazzaro a succedergli nella carica di presidente. In mezzo c'è sempre il Foggia, staccato dal Messina per la leadership del girone, vinto dai giallorossi con 70 punti. I satanelli chiudono il torneo in quarta posizione con 56 punti. Nei Play-off in semifinale il Foggia incrocia l'Acireale, i siciliani fanno fruttare al meglio il terzo posto, essendo entrambe le gare finite (2-0) per le squadre di casa, eliminando i rossoneri e qualificandosi per la finale, che poi perde con l'Aquila. Il Foggia affidato a Piero Braglia ha disputato un ottimo girone di andata chiuso in seconda posizione con 34 punti, poi nel girone di ritorno ha subito un calo vistoso, con 22 punti di bottino, comunque sufficienti per tentare il ritorno in C1, ma nel momento decisivo non riesce a superare l'Ostacolo Acireale. Nella Coppa Italia di Serie C i satanelli disputano il girone N di qualificazione, che ha promosso il Lanciano.

## Rosa
| N. |                   | Ruolo | Calciatore          |
| -- | ----------------- | ----- | ------------------- |
|    | Italia (bandiera) | P     | Domenico Botticella |
|    | Italia (bandiera) | P     | Giuseppe Di Masi    |
|    | Italia (bandiera) | D     | Marco Pennacchietti |
|    | Italia (bandiera) | D     | Riccardo Bettini    |
|    | Italia (bandiera) | D     | Marco Bellocchi     |
|    | Italia (bandiera) | D     | Antonio Altamura    |
|    | Italia (bandiera) | D     | Rosario Guarino     |
|    | Italia (bandiera) | D     | Antonio Palo        |
|    | Italia (bandiera) | D     | Fabio De Sanzo      |
|    | Italia (bandiera) | D     | Paolo Zaccagnini    |
|    | Italia (bandiera) | D     | Simone Puleo        |
|    | Italia (bandiera) | D     | Andrea Giallombardo |
|    | Italia (bandiera) | C     | Attilio Nicodemo    |

| N. |                     | Ruolo | Calciatore             |
| -- | ------------------- | ----- | ---------------------- |
|    | Italia (bandiera)   | C     | Michele Pazienza       |
|    | Italia (bandiera)   | C     | Massimiliano Menchetti |
|    | Italia (bandiera)   | C     | Francesco D'Aniello    |
|    | Italia (bandiera)   | C     | Riccardo Parravicini   |
|    | Italia (bandiera)   | A     | Antonio La Porta       |
|    | Italia (bandiera)   | A     | Franco Brienza         |
|    | Italia (bandiera)   | A     | Antonio Papa           |
|    | Italia (bandiera)   | A     | Michele Pietranera     |
|    | Svizzera (bandiera) | A     | Giuseppe Perrone       |
|    | Italia (bandiera)   | A     | Sossio Aruta           |
|    | Italia (bandiera)   | A     | Luigi Molino           |
|    | Italia (bandiera)   | A     | Vincenzo Carrara       |
|    | Italia (bandiera)   | A     | Luciano Volturno       |

## Risultati

### Campionato

#### Girone di andata
| Arbitro: | Benedetti (Vicenza) |

|                                                           |           |             |
| Papa 13’ Brienza 20’ Menchetti 72’ (rig.) Bellocchi 90+2’ | Marcatori | 53’ Vadacca |

| Arbitro: | Carlucci (Molfetta) |

|                 |           |           |
| Palo 64’ (aut.) | Marcatori | 88’ Puleo |

| Arbitro: | Marino (Roma) |

|                |           |  |
| Molino 7’, 84’ | Marcatori |  |

| Arbitro: | Benedetto (Messina) |

|                   |           |  |
| Sanfratello 90+3’ | Marcatori |  |

| Arbitro: | Ferone (Terni) |

|            |           |                 |
| Perrone 6’ | Marcatori | 90+3’ Catanzani |

| Arbitro: | Porretta (Palermo) |

|                |           |               |
| Fermanelli 37’ | Marcatori | 90+4’ Perrone |

| Castrovillari 17 ottobre 1999 7ª giornata | Castrovillari       | 0 – 0 | Foggia | Stadio Mimmo Rende\| Arbitro: \| Carrer (Conegliano) \| |
| Arbitro:                                  | Carrer (Conegliano) |       |        |                                                         |

| Arbitro: | Morganti (Ascoli Piceno) |

|                                 |           |  |
| Papa 28’ Brienza 56’ Molino 63’ | Marcatori |  |

| Messina 1° novembre 1999 9ª giornata | Messina            | 0 – 0 | Foggia | Stadio Giovanni Celeste\| Arbitro: \| Cannella (Palermo) \| |
| Arbitro:                             | Cannella (Palermo) |       |        |                                                             |

| Arbitro: | Masiero (Mestre) |

|                   |           |  |
| Molino 77’ (rig.) | Marcatori |  |

| Arbitro: | Lambertini (Bologna) |

|                            |           |                 |
| Insanguine 68’, 88’ (rig.) | Marcatori | 11’, 34’ Molino |

| Arbitro: | Micoli (Tivoli) |

|                                  |           |  |
| Menchetti 22’ (rig.) Perrone 73’ | Marcatori |  |

| Arbitro: | Ferraro (Crotone) |

|               |           |            |
| Matticari 55’ | Marcatori | 84’ Molino |

| Arbitro: | Ponzalli (Firenze) |

|                                 |           |  |
| Menchetti 43’ (rig.) Molino 56’ | Marcatori |  |

| Arbitro: | Cavallaro (Legnago) |

|                      |           |  |
| Lappanese 11’ (aut.) | Marcatori |  |

| Arbitro: | Bergonzi (Genova) |

|  |           |                                                |
|  | Marcatori | 17’ Guarino 24’ (rig.), 73’ Brienza 73’ Molino |

| Arbitro: | Giachero (Pinerolo) |

|                                              |           |              |
| Perrone 11’ Menchetti 78’ (rig.) Brienza 81’ | Marcatori | 16’ Procopio |

#### Girone di ritorno
| Arbitro: | Girardi (San Donà di Piave) |

|  |           |                        |
|  | Marcatori | 47’ Molino 79’ Brienza |

| Arbitro: | Cannella (Palermo) |

|             |           |  |
| Perrone 50’ | Marcatori |  |

| Arbitro: | Dondarini (Finale Emilia) |

|           |           |  |
| Chiti 63’ | Marcatori |  |

| Arbitro: | Rizzoli (Bologna) |

|                      |           |                 |
| Menchetti 64’ (rig.) | Marcatori | 41’ Di Domenico |

| Arbitro: | G. Rossi (Rimini) |

|            |           |  |
| Grosso 46’ | Marcatori |  |

| Arbitro: | Tonolini (Milano) |

|                                    |           |  |
| Guarino 10’ Bettini 23’ Molino 28’ | Marcatori |  |

| Arbitro: | Ioseffi (Siena) |

|                                        |           |                                     |
| Pennacchietti 12’ Menchetti 72’ (rig.) | Marcatori | 41’ G. Del Vecchio 90+3’ G. Criniti |

| Giugliano 27 febbraio 2000 25ª giornata | Giugliano       | 0 – 0 | Foggia | Stadio Alberto De Cristofaro\| Arbitro: \| Ferlito (Prato) \| |
| Arbitro:                                | Ferlito (Prato) |       |        |                                                               |

| Arbitro: | Palmieri (Cosenza) |

|  |           |                 |
|  | Marcatori | 44’ Scaringella |

| Arbitro: | Griselli (Livorno) |

|             |           |  |
| D'Amblè 61’ | Marcatori |  |

| Arbitro: | Belloli (Bergamo) |

|                         |           |  |
| Brienza 50’ Bettini 54’ | Marcatori |  |

| Arbitro: | De Marco (Chiavari) |

|  |           |             |
|  | Marcatori | 88’ Bettini |

| Foggia 16 aprile 2000 30ª giornata | Foggia           | 0 – 0 | Sant'Anastasia | Stadio Pino Zaccheria\| Arbitro: \| Masiero (Mestre) \| |
| Arbitro:                           | Masiero (Mestre) |       |                |                                                         |

| Arbitro: | Valensin (Milano) |

|                                        |           |  |
| Vidallé 37’ Di Corcia 46’ La Notte 78’ | Marcatori |  |

| Arbitro: | Bergonzi (Genova) |

|                             |           |                             |
| Vantaggiato 55’ (rig.), 75’ | Marcatori | 18’ Pietranera 69’ Altamura |

| Foggia 7 maggio 2000 33ª giornata | Foggia            | 0 – 0 | Turris | Stadio Pino Zaccheria\| Arbitro: \| Tonolini (Milano) \| |
| Arbitro:                          | Tonolini (Milano) |       |        |                                                          |

| Arbitro: | Evangelista (Avellino) |

|              |           |                |
| Lo Polito 3’ | Marcatori | 43’ Pietranera |

### Coppa Italia di Serie C

#### Girone N
| Arbitro: | Rubino (Salerno) |

|  |           |                           |
|  | Marcatori | 55’ Fermanelli 59’ Turone |

| Arbitro: | Ardito (Bari) |

|                              |           |  |
| Bettini 26’, 69’ Brienza 89’ | Marcatori |  |

| Arbitro: | Palmieri (Cosenza) |

|            |           |  |
| Massaro 8’ | Marcatori |  |

| Arbitro: | Ambrosino (Torre del Greco) |

|                |           |                      |
| Boccaccini 32’ | Marcatori | 55’ (rig.) Menchetti |

| 15 settembre 1999 5ª giornata |  | – Turno di riposo Foggia |  |  |